# AT&T
Az AT&T Inc. amerikai telekommunikációs vállalat. Gyökerei 1875-ig nyúlnak vissza, amikor is Alexander Graham Bell feltalálta a telefont. A 19. század folyamán az AT&T a Bell System anyavállalatává vált. Monopolhelyzetbe került az amerikai telefonpiacon, emiatt az Amerikai Igazságügyi Minisztérium 1984-ben nyolc vállalatra (Baby Bell) bontotta szét az anyavállalatot (Ma Bell). Ebből a nyolcból három megalapította az SBC Communicationst, amely 2005 februárjában felvásárolta a korábbi anyavállalatot.
A felvásárlási folyamat végén, 2005. november 18-án a cég felvette a korábbi előd nevét és december 1-jén a régi-új cég részvényei az AT&T hagyományos tőzsdei jelén, T jellel cseréltek ismét gazdát. A cég portfóliója egyike annak a harminc részvényből álló kosárnak, melyből a Dow Jones Ipari Átlagot számítják.
2010-ben az AT&T a 7. legnagyobb vállalat volt az Amerikai Egyesült Államokban a teljes bevétel alapján, a 4. legnagyobb nem olajcég Amerikában (Walmart, General Electric, és Bank of America mögött). A 3. legnagyobb vállalat Texasban a teljes bevétel alapján (ExxonMobil és ConocoPhillips után) és a legnagyobb nem olajcég Texasban. Továbbá a legnagyobb cég dallasi központtal.
2011-ben a Forbes az AT&T-t a 14. legnagyobb vállalatnak találta a világon piaci értéke szerint, és 9. legnagyobbnak a nem olajcégek közül. Továbbá a 20. legnagyobb mobil telekom operátor a világon, több mint 100,7 millió mobil-ügyféllel.

## Létrejötte és kezdeti növekedése

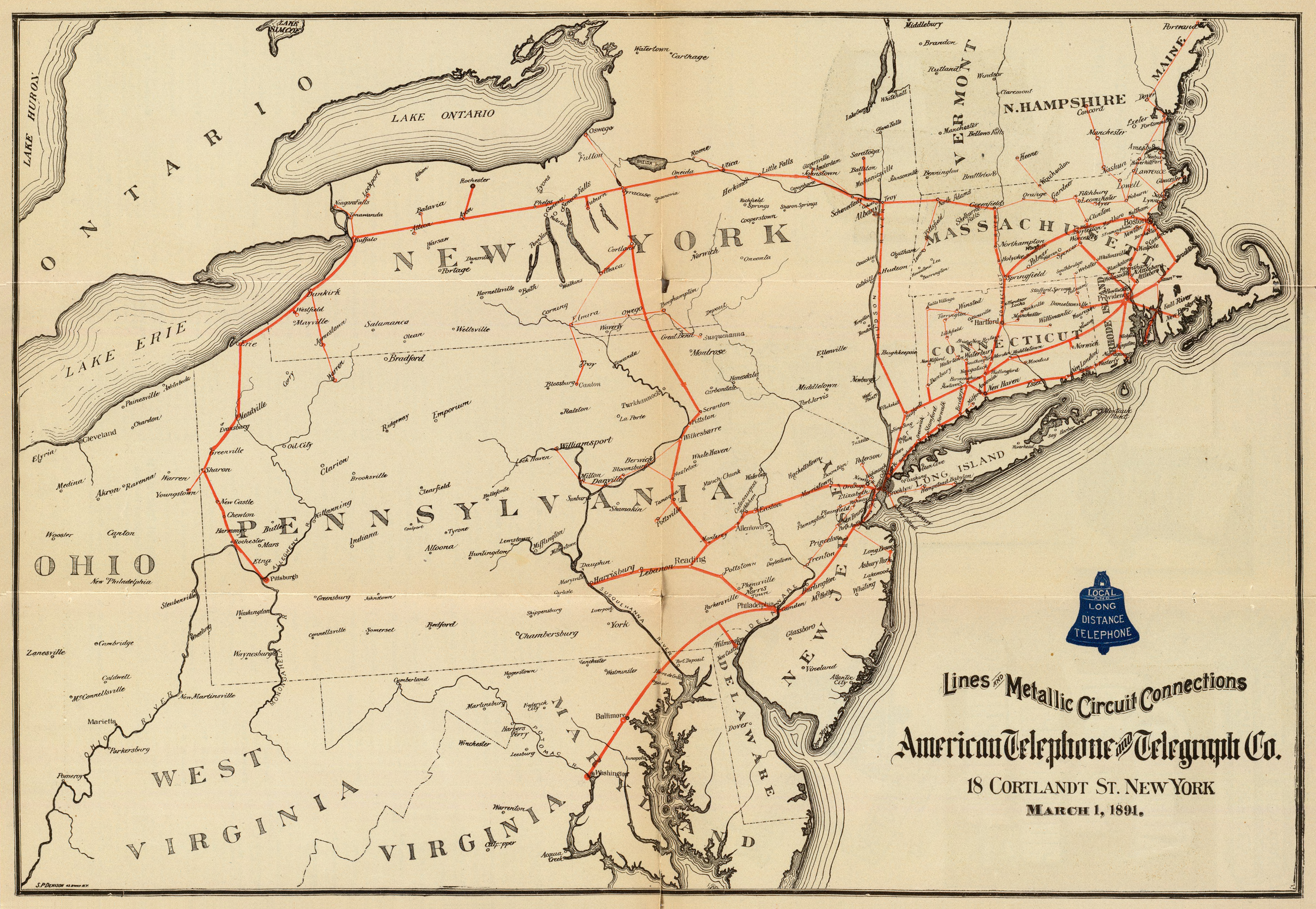
Az AT&T távolsági telefonhálózata 1891. március 1-jén.

A Bell Telephone Company létrejötte elavulttá tett egy szerződést Alexander Graham Bell és befektetői között (Gardiner Greene Hubbard, Thomas Sanders és még mások). Az 1879 márciusában National Bell Telephone Company névre átkeresztelt cég 1880 márciusában felvette az American Bell Telephone Company nevet. 1881-re többségi részesedést szerzett a Western Electric Company-ban, így átvette a cég irányítását a korábbi tulajdonos Western Uniontól. A helyzet fintora, hogy csupán három évvel korábban a Western Union nem vette meg 100 000 dollárért a telefon találmányát az azt értékesíteni kívánó Garnier Hubbardtól.
1880-ban az American Bell vezetősége létrehozott egy távolsági telefonbeszélgetéssel foglalkozó üzletágat – ez később AT&T Long Lines néven vált ismertté. Az új üzletág célja egy országos távbeszélő-hálózat létrehozása volt, egy kereskedelmileg és pénzügyileg életképes költség-struktúra kiépítése révén. Ezt az üzletágat hivatalosan is egy különálló cégbe vitték be 1885. március 3-án, s ezzel megalakult az American Telephone and Telegraph Company. New Yorkból indulva a hálózat 1892-re elérte Chicagót.
Bell telefonos szabadalma 1894-ben lejárt, de a cég akkor már jelentős számú előfizetője számára a szolgáltatás elég értékes volt ahhoz, hogy ne pártoljanak át más alternatív távközlési társaságokhoz. Az AT&T tehát tovább növekedett.
1899. december 30-án az American Telephone and Telegraph Company felvásárolta az American Bell vagyontárgyait. Erre azért volt szükség, mert ez utóbbi céget Massachusetts államban jegyezték be, amely tízmillió dollárra korlátozta egy cég tőkésítését, és ezáltal korlátot szabott az American Bell növekedésének is.
Az országos távbeszélő-hálózat 1915-ben érte el San Franciscót. A transzatlanti forgalmazás 1927-ben kezdődött meg, egyelőre csak rádióval. Az első óceán alatti telefonkábelt, a TAT-1-et csak 1956-ban fektették le.

## Az állami monopólium
Különféle kormányzati szabályozások és az AT&T tevékenységeinek együtthatása következményeként a cég olyan helyzetbe került, amelyet a legtöbben monopóliumnak tekintettek. 1907-ben Thodore Vail, az AT&T akkori elnöke kijelentette az „egy cél, egy rendszer, univerzális szolgáltatás” irányelvét. Az AT&T elkezdte a konkurens vállalatok felvásárlását és ezáltal magára vonta a trösztellenes szabályozás figyelmét. A trösztellenes per elkerülése érdekében Vail alkut kötött az amerikai kormánnyal és 1913-ban megszületett a Kingsbury Committment.
Az egyezség alapján az AT&T engedményt kapott független telefontársaságok felvásárlására, feltéve, hogy legalább ugyanannyi társaságot ad el. G. W. Brock a telefon történelméről írt Telephone: The First Hundred Years című könyvében ezt az eseményt így elemezte: „Az egyezség lehetőséget adott a Bellnek és a független telefontársaságoknak arra, hogy gyakorlatilag csereberéljenek a különféle telefonközpontokkal, és így helyi monopóliumokat alakítottak ki. Mivel egy adott körzetet csak egyetlenegy telefontársaság szolgált ki, nem volt érdemes árversenyt remélni.” Az AT&T kifejezetten olyan cégeket vásárolt fel, amelyek egy adott területen tovább növelték az AT&T irányítását a telefonpiac felett, viszont csak olyanokat adott el, amelyek kevésbé bizonyultak kívánatosnak, illetve már megvásárolt cégeket adott el függetleneknek.
Szintén a Kingsbury Commitment feltétele volt az is, hogy az AT&T-nek engedélyeznie kellett a konkurenciának, hogy azok az AT&T hálózatán keresztül is végezhessenek kapcsolásokat. A közgazdászok rámutatnak, hogy ez csökkentette a konkurencia abbéli ösztönzését, hogy az új távolsági vonalakat létesítsen.
1917-ben az amerikai kormányzatban elkezdtek azzal az ötlettel foglalkozni, hogy az ország összes lakosához eljusson a telefon, és hogy ezt a kormánynak kellene támogatnia. Az AT&T ezzel egyetértett, és 1917-es éves beszámolójában így nyilatkozott: „Megfelelő irányítás és szabályozás mellett az azonos [telefonszolgáltatások] kombinációja jobban szolgálná a köz érdekét, hatékonyabb, modernebb és gazdaságosabb lenne, mint egy konkurencia-alapú rendszer.”
1918-ban így a szövetségi kormány nemzetbiztonsági érdekből államosította az egész távközlési piacot. A távközlési díjakat úgy szabályozták, hogy a nagyvárosi előfizetők magasabb díjakat fizettek annak érdekében, hogy ezekből a díjakból lehessen fedezni a vidéki előfizetők bekötésével járó többletköltségeket. Az állami telefonrendszer vezetésével Vailt bízták meg, az üzemeltetésért pedig az AT&T-nek fizettek jutalékot a telefonbevételekből. Az AT&T jól járt az egy évvel később lezárult államosítással. Az egyes államok olyan szabályozást vezettek be, hogy a vidéki előfizetőknek nem kellett magas árat fizetniük, továbbá a helyi piacokon a versenyt betiltották vagy pedig jelentős mértékben leszabályozták. A potenciális konkurencia számára megtiltották, hogy új vonalakat vezessen be, mivel az államok kormánya el kívánta kerülni „a szükségtelen duplikálást”. Az állították, hogy a telefónia egy természetes monopólium, azaz a köz érdekeit egy cég jobban ki tudja szolgálni, mint kettő vagy még több. Az AT&T piaci részesedése hamarosan elérte azt a szintet, amelyet a legtöbben monopolisztikus részesedésnek tartanak.
1913-ban, amikor a vákuumcső feltalálója, Lee De Forest pénzügyi nehézségekbe került, az AT&T bagatell áron, 50 000 dollárért megvásárolta a szabadalmat. Többek között az AT&T így hozzájutott az Audionhoz, az első triódás vákuumcsőhöz, amely jelentős mértékben erősítette a telefonjeleket. A szabadalomnak köszönhetően az AT&T tovább növelhette befolyását a távolsági telefon-szolgáltatások gyártási és disztribúciós piacán. Szintén a szabadalomnak volt köszönhető, hogy a Bell System össze tudta kötni Amerika keleti és nyugati partját. Az első világháború nyomásának köszönhetően nagyrészt két cég tulajdonában voltak a vákuumcső-szabadalmak, az AT&T-ében és az RCA-éban. Az RCA a vezeték nélküli távközlés piacát nézte ki magának, az AT&T pedig a vákuumcsöveket a telefon-erősítőkben használta. Amikor a két cég kutatási fejlesztései elkezdték fedni egymást, sok szabadalmi vitára került sor.
Az AT&T, az RCA és a többi szabadalom-tulajdonos végül is 1926-ban fátylat borított az addigi vitákra, és kialakított egy kompromisszumos megoldást. Az AT&T a telefonos távközlésre fog összpontosítani és ezért az RCA-nak eladta a műsorszórással foglalkozó leányvállalatát, a Broadcasting Corporation of Americát. Cserébe az RCA egy szolgáltatási szerződést kötött az AT&T-vel, amelyben garantálta, hogy az RCA által létrehozott összes rádióállomás telefonos összeköttetéseit az AT&T fogja szolgáltatni. Mindkét cég licencelte szabadalmait a másiknak, és így a vita ezen részét is megoldották. Az RCA, a General Electric és a Westinghouse előtt már nem állt akadály ahhoz, hogy létrehozzák műsorszórással foglalkozó vegyesvállalatukat, a National Broadcasting Companyt, vagyis az NBC-t.
1925-ben az AT&T egy új részleget hozott létre, a Bell Telephone Laboratories-t, népszerűbb nevén a Bell Labst. Ez a kutatási és fejlesztési részleg meglehetősen sikeresnek bizonyult – találmányai között szerepel a rádiócsillagászat, a tranzisztor, a napelem, a Unix operációs rendszer és a C programozási nyelv. Az anyacég azonban nem mindig használta ki a találmányokban rejlő lehetőségeket. 1949-ben az amerikai igazságügyi minisztérium trösztellenes pert indított az AT&T ellen, hogy az szabaduljon meg a Western Electrictől. A per hét évvel később lezárult – az AT&T elfogadta, hogy a termékeit és a szolgáltatásait csak távközlési cégek számára fogja értékesíteni, szabadalmait pedig minden érdeklődő számára hajlandó licencelni. A per eredménye többek között az is volt, hogy az AT&T nem adhatott el számítógépeket, annak ellenére, hogy az elektronikai kutatás és fejlesztés terén az élen járt.
Az összes állami és helyi szintű kormányzatban a közművekkel foglalkozó bizottságok szabályozták a Bell System és a többi telefontársaság tevékenységét. Az államok közötti telefonszolgáltatást szövetségi szinten a Federal Communications Commission (szövetségi távközlési bizottság) szabályozta. Ezek a bizottságok határozták meg, hogy egy telefontársaság mekkora díjakat számolhat fel, és hogy milyen szolgáltatásokat és eszközöket ajánlhat. A műszaki fejlődés ennek ellenére sem állt le – az AT&T 1962-ben állította szolgálatba az első kísérleti távközlési műholdját, a Telstar I-et.
Az AT&T különféle lízing-konstrukciókon keresztül növelte befolyását a telefonrendszerekben. A készülékeket és a járulékos berendezéseket az AT&T egyik leányvállalata, a Western Electric gyártotta. Mint akkoriban Amerika-szerte jellemző volt, a Western Electric telefonjainak tulajdonosa nem az előfizető volt, hanem a helyi Bell System telefontársaság. Ezek mind az AT&T tulajdonában voltak, akárcsak maga a Western Electric is. Minden egyes telefonkészüléket az AT&T havidíj ellenében lízingelte az előfizetőknek, akik az évek alatt így összesítve többszörösen is kifizették a készülék és a csatlakozás díját. Ez a monopólium több millió dollárnyi többletbevételhez juttatta az AT&T-t, és azzal a hatással is járt, hogy a rendelkezésre álló készülékek között nem nagyon lehetett válogatni.
Az AT&T szigorúan betartatta azt az irányelvét, hogy más cégek által gyártott készüléket tilos a telefonrendszeréhez kapcsolni, amennyiben persze annak lízingjét nem a helyi Bell monopóliumon keresztül bonyolították le. A Western Electric által gyártott telefonok nagy részén a készülék alján külön üzenet figyelmeztetett: „A BELL SYSTEM TULAJDONA – KERESKEDELMI FORGALOMBA NEM HOZHATÓ.” A készülékek alján egy matrica jelezte, hogy az melyik helyi Bell üzemeltető tulajdona volt. Az 1980-as években, miután egyes fogyasztók ennek ellenére más gyártók készülékeit kezdték el használni, az AT&T megváltoztatta irányelvét. A fogyasztók ezután a készülékház tulajdonosai is lehettek, de a belső alkatrészek továbbra is az AT&T tulajdonában maradtak, és így továbbra is fizetni kellett utánuk az AT&T havidíját.
A 20. század nagy részében tehát az AT&T távbeszélő leányvállalata, az AT&T Long Lines szinte teljes monopóliummal rendelkezett az amerikai interurbán telefonszolgáltatások piacán. Az AT&T emellett 22 helyi Bell telefontársaság tulajdonosa is volt, amelyek Amerika nagy részén szolgáltattak. Bár sok független telefontársaság is létezett – a General Telephone (GTE) volt ezek közül a legnagyobb –, a Bell System sokkal nagyobb volt, mint a függetlenek összesen, és már magában is monopóliumnak volt tekinthető.

## A természetes monopólium lerombolása
Éveken keresztül az AT&T úgy tarthatta meg kvázi-monopolisztikus helyzetét, hogy természetes monopóliumnak tartották. A monopólium az első csapást 1956-ban kapta, amikor a Hush-a-Phone v. FCC per kimeneteleként a washingtoni legfelsőbb bíróság engedélyezte, hogy az AT&T-től független eszközt is lehessen csatlakoztatni az AT&T által lízinget készülékhez. (A Hush-a-Phone egyébként egy kis bakelitkagyló volt, amelyet a telefon beszélőjére lehetett szerelni, hogy a szobában tartózkodók ne hallhassák, a telefonáló mit mond.) Ezt a pert ma már kulcsfontosságúnak tartják az AT&T monopóliumának lerombolása és a távközlési liberalizáció terén.
A Hush-a-Phone pert 1968-ban követte a Carterfone per, amely után lehetővé vált független gyártók készülékeit egyenesen az AT&T hálózatára kötni. Ez megnyitotta az utat új eszközök számára: üzenetrögzítők, faxgépek, vezeték nélküli telefonok és számítógépes modemek.
Az 1960-as és 70-es években kifejlesztett, olcsó mikrohullámú távközlési berendezések megjelenése új lehetőségeket tett lehetővé az AT&T konkurensei számára. Egy távolsági telefonvonal építéséhez így már nem volt szükség a telefonpóznák drága útjainak kijelölésére és a föld megvásárlására. Ennek fényében az FCC megengedte az MCI (Microwave Communications, Inc.) számára, hogy nagyobb üzleti előfizetők részére távközlési szolgáltatásokat kínáljon. Az AT&T monopóliuma mellett szóló műszaki és gazdasági érvelés még további tizenöt évig tartott ki, amikor is a száloptikai forradalom véget vetett a mikrohullámú távolsági hívásoknak.

## A feldarabolás, a leányvállalatok függetlenedése, a cég újrastrukturálása

### A Ma Bell és a Baby Bellek
A telefon-monopólium egészen az 1974-ben megindult trösztellenes per 1982-es végéig tartott. 1982. január 8-án az amerikai igazságügyi minisztérium ítélete szerint az AT&T (azaz a Ma Bell) elfogadja helyi telefontársaságainak eladását, cserébe azért, hogy beléphet a számítástechnikai piacra (lásd AT&T Computer Systems). A helyi telefontársaságokat hét független cégbe vonták össze, ezek voltak a Baby Bellek.
A Baby Belleket először Regional Holding Companynek, ma pedig Regional Bell Operating Companynek hívják. A hét cég:
- Southwestern Bell – (1995-ben nevet változtatott SBC-re; 2005-ben megvásárolta az AT&T-t és felvette a nevét)
- Ameritech – (1999-ben felvásárolta az SBC)
- Pacific Telesis – (1997-ben felvásárolta az SBC)
- BellSouth – (2006-ban felvásárolta az AT&T)
- Bell Atlantic – (2000-ben megvette a GTE-t és felvette a Verizon nevet)
- NYNEX – (1996-ban felvásárolta a Bell Atlantic)
- US West – (2000-ben felvásárolta a Qwest)

A sok felvásárlás és összeolvadás következményeként jelenleg már csak három regionális telefontársaság üzemel az Egyesült Államok területén.

#### AT&T Inc.
A Southwestern Bell Corporation 1995-ben változtatott nevet SBC Communicationsre. 1997-ben megvásárolta a Pacific Telesist, egy korábbi független Bell Systems franchise tulajdonost, amely nem vett részt az 1984-es szétbontásban. 1998-ban az SBC megvette az SNET-et, 1999-ben pedig az Ameritechet. 2005-ben az SBC felvásárolta a korábbi anyavállalatot, az AT&T-t. 2006. március 5-én az új AT&T bejelentette, hogy 67 milliárd dollárért megvásárolja a BellSouthot, amelyet az FCC 2006. december 29-én hagyott jóvá.

#### Qwest
2000-ben a US West összeolvadt a Qwesttel, egy denveri száloptikai távközlési vállalattal.

#### Verizon Communications
1997-ben a NYNEX-et felvásárolta a Bell Atlantic, amely 2000-ben összeolvadt a GTE-vel, a legnagyobb független telefontársasággal. Az új cég neve Verizon lett. 2005-ben, a konkurens Qwest ellen folytatott hosszú árháború után a Verizon bejelentette, hogy felvásárolja az MCI-t.
2007. január 16-án a Verizon bejelentette, hogy egy új cégbe helyezi ki a Maine, New Hampshire és Vermont államban található telefonos tevékenységeit, amelyeket ezután a FairPoint Communications-szel olvasztanának össze.

#### Cincinnati Bell
Ez a korábbi független Bell System franchise-tulajdonos nem vett részt az 1984-es szétbontásban, mert az AT&T csak kisebbségi tulajdonos volt. A mai napig független a Baby Bellektől.

#### Bell Canada
A Bell Canada nem vett részt az 1984-es szétbontásban, mivel az AT&T már 1956-ban eladta.

### Kezdődnek a nehézségek
Mivel az amerikai fogyasztók már egyenesen vásárolhattak készülékeket, az AT&T és a Bell System jelentős bevételektől estek el, amelyeket korábban a helyi Bell telefontársaságok szedtek be készüléklízing néven. A Western Electric továbbra is az AT&T-n keresztül értékesítette az addigra már régimódi készülékeit, ám a nyíló piacon egyre kevesebb sikerrel. A Western Electric hamarosan be is zárta az összes amerikai telefonkészülék-gyárát. Az AT&T értéke a Baby Bellek kiválásával nagyjából 70%-kal csökkent. Bár a távolsági hívásait továbbra is a régebben AT&T Long Lines-nak nevezett leányvállalatán keresztül bonyolította, az AT&T Communications az évek alatt egyre több piaci részesedést veszített az MCI-jal és a Sprint Communicationsszel szemben.
1983-ban a Bell több épületében egy poszteren ez volt olvasható: „Országunkban két hatalmas szervezet munkálkodik, és mindkettőnek fantasztikus hatása van a mindennapi életünkre… Az egyiktől származik a radar, a szonár, a sztereó, a távíró, a tranzisztor, a hallókészülék, a mesterséges gége, a hangosfilm és a telefon. A másiktól a polgárháború, a spanyol-amerikai háború, az első világháború, a második világháború, a koreai háború, a vietnámi háború, a kétszámjegyű infláció, a kétszámjegyű munkanélküliség, az 1930-as évek nagy gazdasági válsága, az olajár-robbanás és a Watergate-botrány. Szerinted melyik akarja megmondani a másiknak, hogy mit hogyan kellene csinálni?”
Miután az AT&T sikertelenül próbált betörni a számítástechnikai piacra, 1991-ben felvásárolta az NCR Corporationt. Az egyre növekvő személyi számítógép és UNIX szerver piacokban rejlő lehetőségeket azonban nem sikerült kiaknázni, mivel a felvásárlásból nem sikerült hosszútávú pénzügyi vagy technológiai nyereségekre szert tenni. Az 1996-os távközléspiaci deregularizációt követően az AT&T eladta az NCR-t, valamint Lucent Technologies néven az AT&T Technologies-t és a híres Bell Labs-t.
1994-ben az AT&T 11,5 milliárd dollárért megvásárolta az USA legnagyobb mobiltelefon-szolgáltatóját, a kétmillió előfizetővel rendelkező McCaw Communicationst.
1995-ben az AT&T megvásárolta az Alascom (Alascom Communications System) távolsági telefontársaságot. Az FCC a felvásárlást csak úgy engedélyezte, ha az Alascom leányvállalatként, és nem pedig az AT&T Communications részeként működik, így a cég neve AT&T Alascom lett.
1997-ben az AT&T új vezérigazgatót választott, a volt IBM-es C. Michael Armstrongot. Armstrong tervei szerint átalakította volna az AT&T egy távolsági telefontársaságból globális „távközlési szupermarketté”, mivel nagy lehetőségeket látott a dotkom cégekben.
Armstrong egyik legjelentősebb vállalati stratégiája az volt, hogy jelentős méretű kábeltévé-társaságokat vásárolt. A Tele-Communications Inc és a Media One felvásárlását követően az AT&T vált az USA egyik legnagyobb kábeltévé-szolgáltatójává. Az AT&T célja szerint ezeken a kábeltévé-társaságokon kerülte volna meg az akkor már rég független Baby Bellek monopóliumát az otthoni internet- és telefonszolgáltatások piacán, ám az ambiciózus terv sokba került és az AT&T egyre jobban eladósodott. Az AT&T a TCI-ért 48 milliárd dollárt fizetett és átvállalata a cég 16 milliárd dolláros adósság-állományát. A MediaOne a Comcast ellen folytatott licitálási háború következtében 54 milliárd dollárba került.
1998-ban az AT&T bejelentett egy 1 milliárd dollár értékű szövetséget a British Telecom csoporrtal. A terv részeként VoIP szolgáltatásokat nyújtottak volna Concert név alatt. A vegyesvállalat miatt híre kelt, hogy a két hatalmas távközlési cég esetleg összeolvad. Az AT&T és a BT azonban a projekt vezetése miatt kelt ölre, és még a szövetség hivatalos nevében sem tudtak megegyezni. 2001 közepétől az ügyfeleket arra biztatták, hogy inkább egyenesen az anyacégekkel kössenek szerződést, és az akkor Concert Communications Services névre hallgató projektet 2001 októberében végleg bezárták.
1999-ben az AT&T az Olivettitől és az Oracletől megvásárolta az Olivetti & Oracle Research Lab kutatóintézetet. 2002-ben az intézet kutatási részlegét bezárták.
Szintén 1999-ben fizetett az AT&T 5 milliárd dollárt az IBM Global Network világméretű internetszolgáltatóért, amelyet AT&T Global Network Servicesre neveztek át. Az adásvételi szerződés szerint az IBM egy ötéves, 5 milliárd dolláros szerződést kötött az AT&T, hogy ez utóbbi foglalkozzon az IBM hálózati szükségleteivel. Cserébe az AT&T kiszervezte alkalmazásszervezési és adatkezelési feladatainak egy részét az IBM-hez. Az IBM emellett egy tízéves, 4 milliárd dollárosra becsült szerződést kötött az AT&T-vel a távolsági telefonos ügyfelekkel kapcsolatos számlázási és bekötési feladatok ellátására, valamint elvállalta az AT&T informatikai központjainak rendszerfelügyeletét.
Mivel a távolsági hívások ára egyre csökkent és a távközlési szolgáltatások iránti kereslet is gyengült, az AT&T nem volt képes a korábban említett beruházásokkal járó adósságok fenntartására, törlesztésére. A TCI hálózatának kétirányúsítása messze meghaladta a felvásárlás előtti becsléseket. 2000 októberében az AT&T jelentős átszervezésbe kezdett: mobiltelefon- és széles sávú üzletágait külön cégekbe vitte ki, hogy azok az anyavállalat jelentős adósságaitól függetlenül legyenek képesek a feltőkésítésre.
2001. július 9-én az AT&T az akkori világ legnagyobb tőzsdei bevezetésével létrehozta az AT&T Wirelesst. Az év későbbi részében létrehozta a kábeltévés AT&T Broadband és Liberty Media cégeket. Az AT&T Broadbandet 2002-ben felvásárolta a Comcast, az AT&T Wireless pedig 2004-ben összeolvadt a Cingularral.
2004-ben az amerikai kormány eltörölte az egyenlő hozzáférést kötelező szabályzatot, amely alapján a távközlési vállalatok fix tarifákon érhették el a Baby Bell társaságok hálózatait. Ez oda vezetett, hogy az AT&T eltávolodott az egyéni előfizetők piacától, és kijelentette, hogy nem fog többet egyéni előfizetőkkel foglalkozni. A háztartásokat ehelyett a széles sávú internet-előfizetésen működő AT&T CallVantage hangszolgáltatással célozta meg.

## Az SBC általi felvásárlás, az új AT&T létrehozatala
2005. január 31-én az SBC Communications bejelentette, hogy 16 milliárd dollárért felvásárolja  korábbi anyavállalatát, az AT&T Corporationt. 2005 októberében az SBC bejelentette, hogy megszabadul az SBC márkanévtől és felveszi az AT&T régi-új arculatát, továbbá átveszi az AT&T eredeti tőzsdei jelét, a T-t. Az új cég neve AT&T Inc. lett.